# Ernest Lavigne

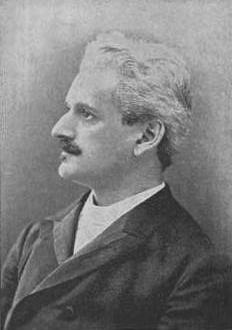
Ernest Lavigne (1880)

Ernest Lavigne (* 17. Dezember 1851 in Montreal; † 18. Januar 1909 ebenda) war ein kanadischer Komponist, Kapellmeister, Kornettist und Musikverleger.

## Leben und Wirken
Der Bruder von Arthur und Émery Lavigne studierte am Collège de Terrebonne und ging 1868 nach Rom, wo er bei einem päpstlichen Zuaven-Regiment als Solokornettist diente. 1870 hielt er sich in Neapel auf und reiste dann durch Europa. 1873 trat er in New York, Philadelphia und Boston als Solist auf.
1874 kehrte er nach Montreal zurück und trat in das Musikaliengeschäft seines Bruders Arthur ein. Daneben organisierte und dirigierte er Bläserensemble in der Region. Mit der Bande de la Cité gewann er bei der Centennial Exposition 1876 in Philadelphia einen ersten Preis. Er selbst wurde mehrfach als Solist ausgezeichnet und organisierte ab 1885 Konzerte in den Viger Gardens, deren Attraktion seine Soloauftritte waren.
1877 gründete er in Montreal einen Musikverlag, der ab 1881, als Louis-Joseph Lajoie sein Partner wurde, als Lavigne & Lajoie firmierte. Neben Werken von kanadischen Komponisten wie Émery Lavigne, Joseph Vézina und von Ernest Lavigne selbst wurden hier hunderte Stücke ausländischer Komponisten vertrieben.
1889 erwarb er Land am St Lawrence River, wo er den Sohmer Park gründete. Hier leitete er bis zu seinem Tode die Konzerte und Aufführungen von Opern und Vaudevilles. Feste Band des Parks wurde die Bande de la Cité, die er im Lauf der Jahre durch Engagements vor allem junger belgischer und italienischer Musiker zu einem Orchester erweiterte.
Lavigne komponierte vor allem Lieder und patriotische Gesänge, die in verschiedenen Sammelausgaben veröffentlicht wurden. 1962 wurde eine Straße in Montreal nach ihm benannt.